# Saint-Sornin (Allier)
 Saint-Sornin  es una población y comuna francesa, situada en la región de Auvernia, departamento de Allier, en el distrito de Moulins y cantón de Le Montet.

## Demografía
| 410 | 372 | 333 | 282 | 210 | 225 | 222 | 222 | 230 | 230 | 223 | 221 |
| Para los censos de 1962 a 1999 la población legal corresponde a la población sin duplicidades (Fuente: INSEE [Consultar]) |     |     |     |     |     |     |     |     |     |     |     |